# Kristina Söderbaum
Kristina Söderbaum, (5 septembre 1912, Stockholm - 12 février 2001, Hitzacker) est une actrice allemande d'origine suédoise. Elle était l'épouse du réalisateur allemand Veit Harlan, avec qui elle eut deux fils, Christian (1939) et Caspar (1946).

## Biographie
Fille d'un professeur de chimie, Henrik-Gustaf Söderbaum, qui siégea au comité du prix Nobel, elle reçoit une éducation internationale dans des pensionnats prestigieux à Stockholm, Paris et en Suisse.
Elle se rend en Allemagne en septembre 1934, après la mort de ses parents. Elle a vingt-deux ans et prend des cours d'histoire de l'art et de théâtre à Berlin. Elle est engagée pour son premier rôle au cinéma en 1936 à la UFA et est découverte par Veit Harlan qui l'épouse en 1939. Elle joue le rôle principal dans Jugend (Jeunesse) en 1938. Dès lors les succès s'enchaînent, jusqu'en 1945. Elle est particulièrement appréciée dans Verwehte Spuren (1938), Das unsterbliche Herz (1939), Die Goldene Stadt (La Ville dorée) (1942) ou encore dans Opfergang (Offrande au bien-aimé) (1944), d'après le livre de Rudolf Binding.
Kristina Söderbaum personnifie un idéal féminin, mis en avant par le régime hitlérien et sa mort mélodramatique dans deux  films, où elle périt dans l'eau, lui vaut  le surnom[Par qui ?] ironique de « noyée préférée du Reich ».  Deux films de son mari Le Juif Süss et Kolberg, où elle joue, sont interdits, après la guerre, par la censure des Alliés.
Avec sa famille, elle fuit Berlin sous les bombes, en février 1945, pour se réfugier à Hambourg et se tourne vers le théâtre, étant interdite d'écran pendant quelque temps. Les pièces dans lesquelles elle joue sont souvent mises en scène, de façon anonyme, par son mari, écarté lui aussi.
Lorsque les interdictions de tourner sont levées en 1950, Kristina Söderbaum retrouve les premiers rôles dans les films de son mari. Le public l'applaudit dans L'Heure bleue (Die blaue Stunde) en 1952 et dans La Prisonnière du Maharadjah (Die Gefangene des Maharadschas) en 1953, ainsi que dans Verrat an Deutschland en 1954 et Ein Traumspiel en 1963, dernier film où le couple est associé.
Après la mort de son mari, elle déménage à Munich et se lance dans la photographie de mode. On la voit encore dans un film de Hans-Jürgen Syberberg, Karl May en 1974, et en 1983 elle publie ses Mémoires, puis tourne dans des séries télévisées dans les années 1990. Elle joue aux côtés de Hugh Grant en 1994 dans Train de nuit pour Venise.

## Filmographie
- 1934 : Sången till henne d'Ivar Johansson
- 1936 : Onkel Bräsig
- 1938 : Jugend
- 1938 : Verwehte Spuren
- 1939 : Cœur immortel (Das unsterbliche Herz)
- 1939 : Die Reise nach Tilsit
- 1940 : Le Juif Süss : Dorothea Sturm
- 1942 : Le Grand Roi (Der Große König)
- 1942 : La Ville dorée (Die goldene Stadt)
- 1943 : Le Lac aux chimères (en) (Immensee)
- 1944 : Offrande au bien-aimé (Opfergang)
- 1944/45 : Kolberg
- 1951 : Unsterbliche Geliebte d'après Theodor Storm
- 1951 : Hanna Amon (en)
- 1952 : L'Heure bleue
- 1953 : Sterne über Colombo
- 1954 : La Prisonnière du Maharadjah (Die Gefangene des Maharadscha)
- 1955 : L'Espion de Tokyo (de) (Verrat an Deutschland)
- 1957 : Zwei Herzen im Mai
- 1958 : Ich werde Dich auf Händen tragen
- 1962 : Die blonde Frau des Maharadscha
- 1974 : Karl May
- 1988 : Let's go crazy
- 1992 : Das bleibt das kommt nie wieder
- 1993 : Der Bergdoktor (série TV)
- 1994 : Train de nuit pour Venise